# トランセル種市
トランセル種市（トランセルたねいち、1974年5月20日 - ）は日本の元ゲームライターである。男性。本名は種市 真澄（たねいち ますみ）。既婚。

## 経歴・人物
かつてテレビ東京で放送されていたゲーム番組『64マリオスタジアム』内のポケットモンスター（以下「ポケモン」）の通信対戦コーナーの解説者だった。ペンネームの「トランセル」はポケモンの一種である。トランセルを選んだ理由・由来について、「緊張してガチガチになっているから、戒めのため」「未熟な自分から脱皮したい気持ちをこめて」と語っていた。
『ファミリーコンピュータMagazine』の編集者時代から『64マリオスタジアム』において1997年から行われていたポケモン通信対戦コーナー「ポケモンリーグ」の解説者を担当。番組出演のきっかけは番組側がファミマガ編集部を含む複数のゲーム誌編集部に依頼した際、編集部の若手がいなかったためしぶしぶ引き受けた。本人はそれまでポケモンを遊んだことが全くなかったため、特に初期の頃はポケモンの技の名称や効果について、「サンダーにじわれは効果抜群」などといった間違った解説もあったが、番組出演を続けているうちに解説はこなせるようになった。番組を離れて、任天堂スペースワールドなど任天堂主催のイベントで行われていたポケモン大会のコメンテーターを務めることもあった。1998年3月に『ファミマガ』は休刊したが、その後も引き続き解説者として出演していた。後に本人は番組出演はノーギャラだったと語っている。
『ファミマガ』休刊から4ヶ月後に創刊した、後継誌とも言える『Nintendoスタジアム』ではポケモンに関する読者向けクイズや対戦攻略法などの記事を担当。この時期に発売された徳間書店や毎日コミュニケーションズのポケモン攻略本にはサブタイトルに彼の名前が登場している。
2002年に『Nintendoスタジアム』が『ニンテンドードリーム』と統合した後もポケモン関連の記事を任されていた。この頃には『64マリオスタジアム』などのゲーム番組も終了していたためメディアに露出する機会はほとんど無くなっていたが、2004年に発売された『ポケットモンスター ファイアレッド・リーフグリーン』の攻略本においても編集者として彼の名前が前面に押し出されている。
その後2005年8月に所属していた編集プロダクションを退社し、普通の会社員となっている。子供が2人おり、トランセル種市であったことはバレているという。

## 書籍
- ポケットモンスターピカチュウ完全ゲット本 : トランセル種市が教えるスーパー早引き!  ISBN 4198200629
- トランセル種市が教えるポケモンスタジアム2 勝てる戦略完全攻略本 ISBN 4198200858
- トランセル種市が助けるポケットモンスター金・銀シナリオクリア完全攻略本 ISBN 4198201110
- ポケットモンスタークリスタルバージョン (Mycom mook―64DREAM×Nintendoスタジアム任天堂ゲーム攻略本) ISBN 4839905002
- ポケモンスタジアム金銀クリスタルバージョン対応:64 Dream×Nintendoスタジアム任天堂ゲーム攻略本 ISBN 4839904995
- ポケットモンスターファイアレッド・ポケットモンスターリーフグリーン ISBN 4839914494